# Paradidyma armata
Paradidyma armata là một loài ruồi trong họ Tachinidae.